# Agrotis pernigrata
Agrotis pernigrata là một loài bướm đêm trong họ Noctuidae.